# Dalcahue
Dalcahue je obec a město, které se nachází na chilském ostrově Chiloé v provincii Chiloé v regionu Los Lagos. Město leží na východním pobřeží ostrova v místě průlivu oddělujícího ostrov Quinchao od Chiloé, asi 14 km severovýchodně od hlavního města provincie, Castra a 115 km jihozápadně od regionálního centra Puerto Montt. Město obývá přibližně 7 100 obyvatel.
Mezi významné pamětihodnosti města patří dřevěný kostel, jeden z kostelů na Chiloé, které jsou vyhlášeny památkou UNESCO. K obci náleží i 23 km vzdálená osada Tenaún, kde se též nachází dřevěný kostel.
Dalcahue je spojeno pravidelnou autobusovou dopravou s Castrem a další autobusové linky v kombinaci s trajektem propojují město se sídly na ostrově Quinchao – jde o Achao, Curaco de Vélez a Quinchao. Severozápadně od města je situováno letiště Mocopulli, na které od roku 2012 čtyřikrát týdně zajišťuje LATAM spojení se Santiagem.

## Fotogalerie

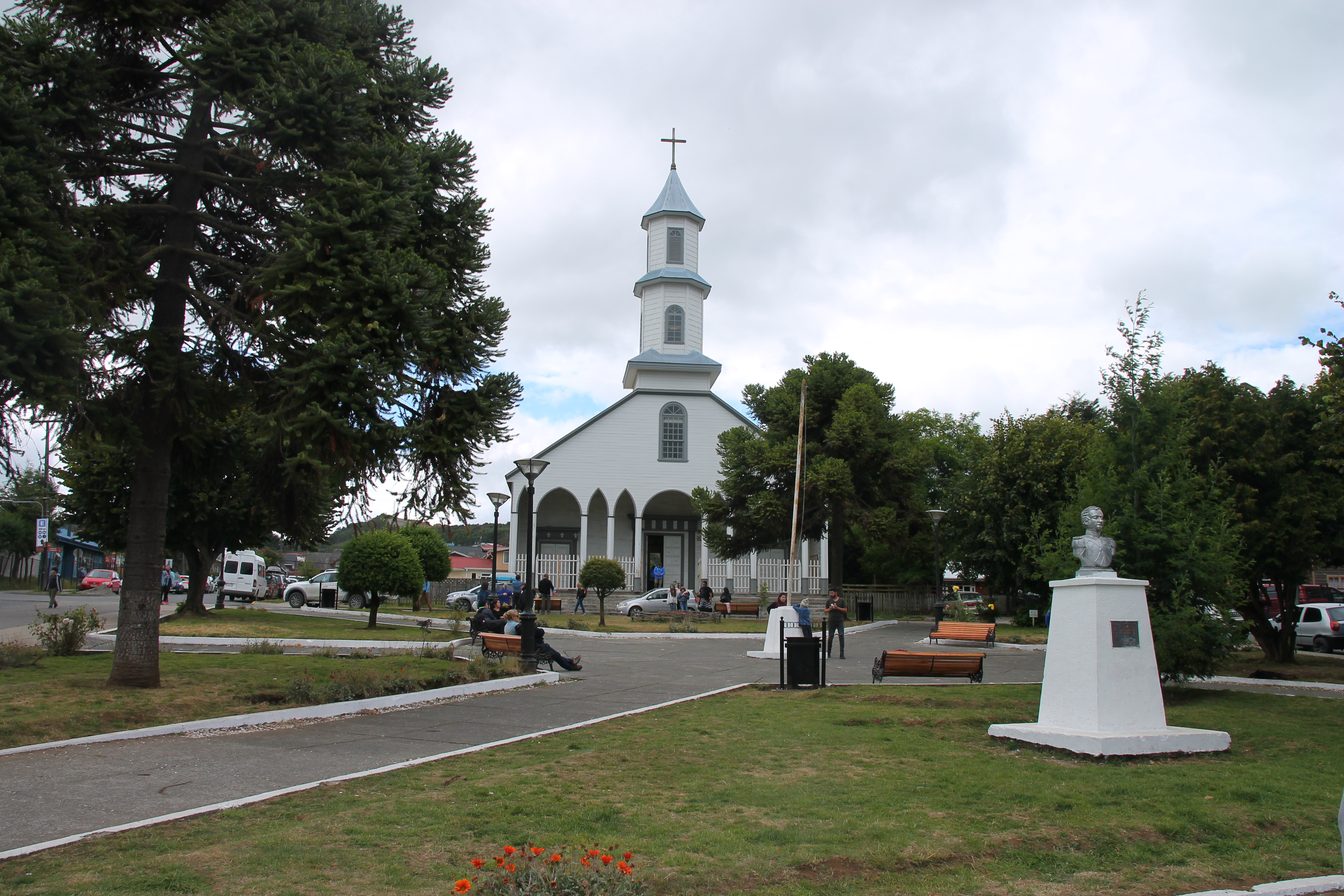
Náměstí s kostelem
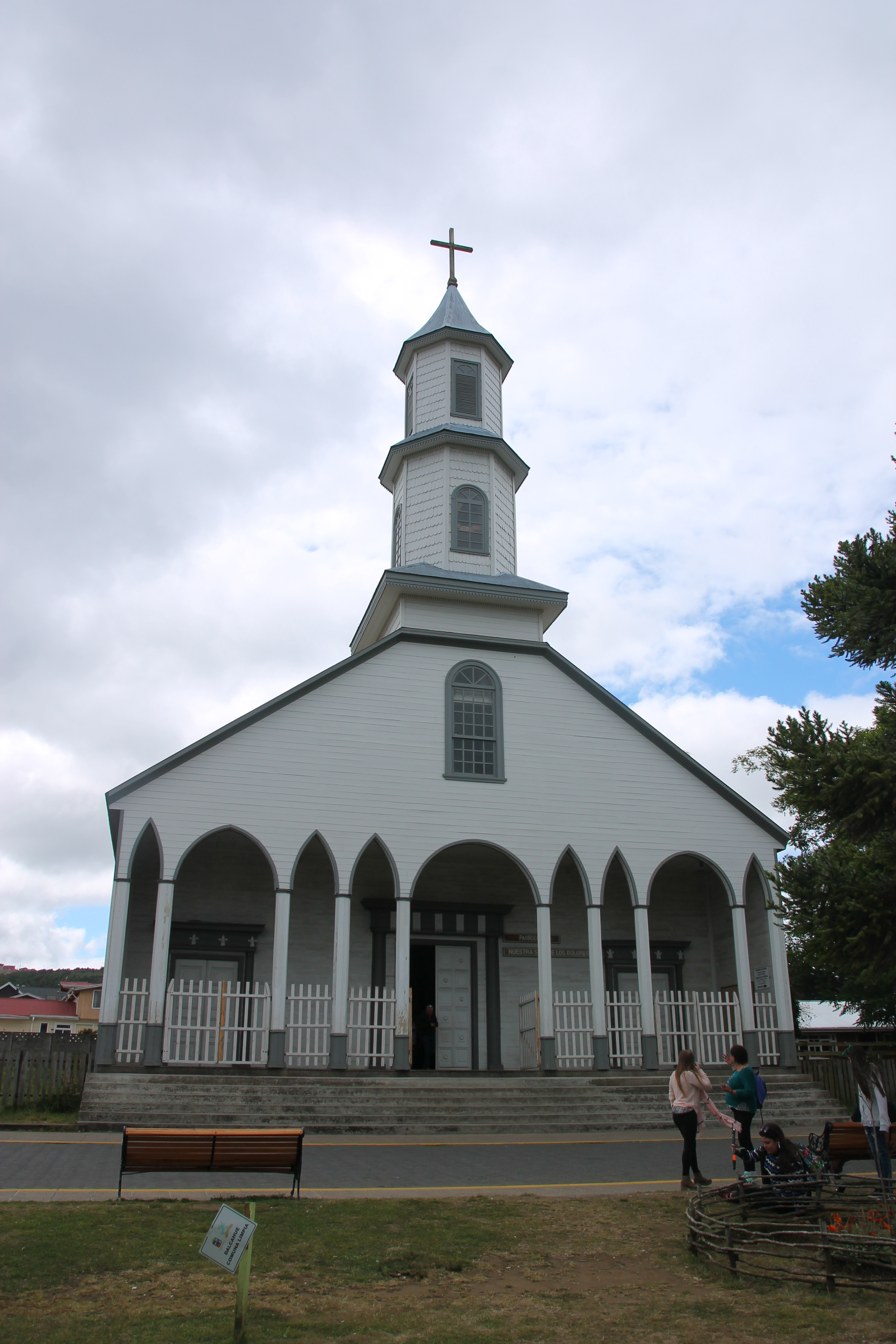
Kostel v Dalcahue
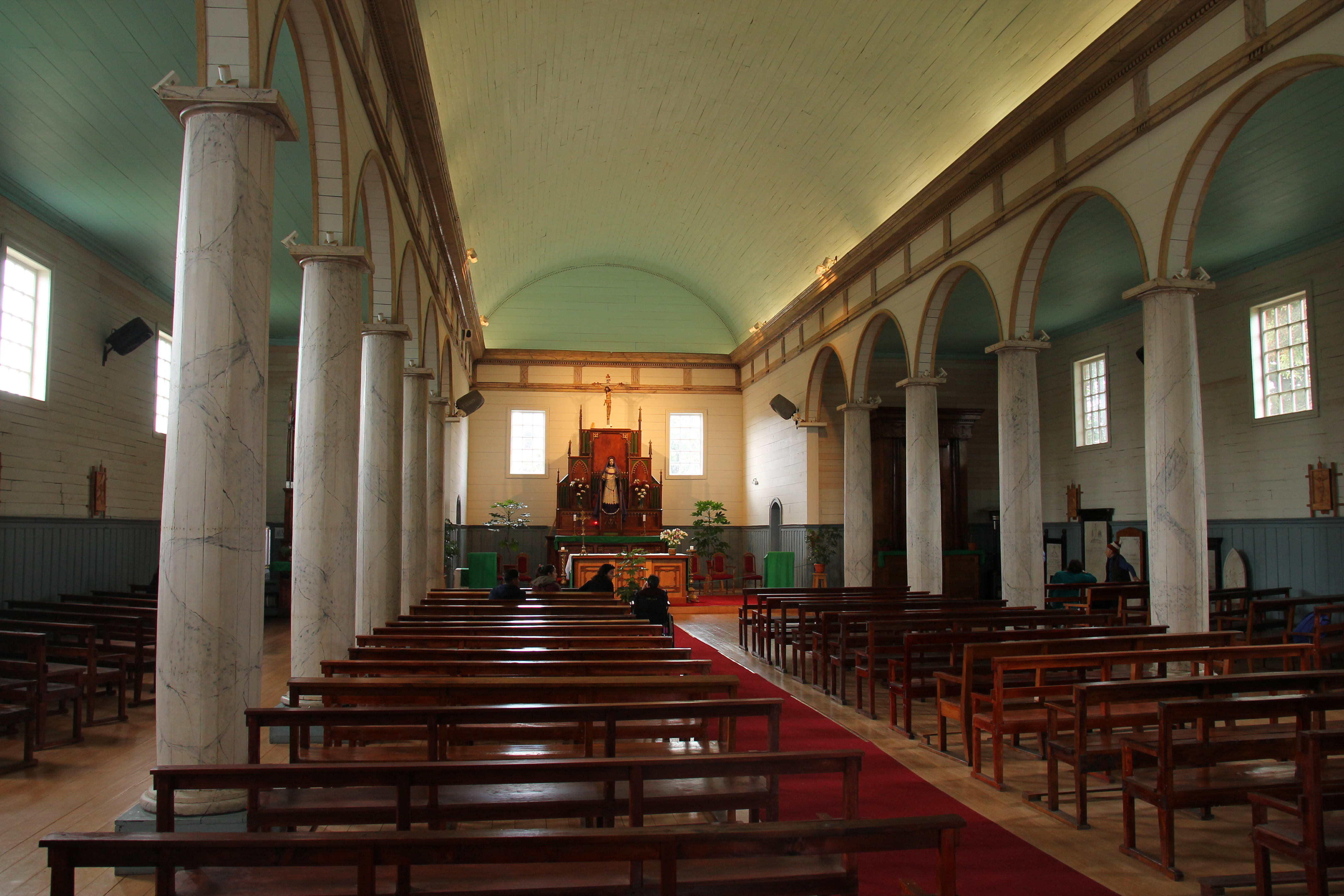
Interiér kostela
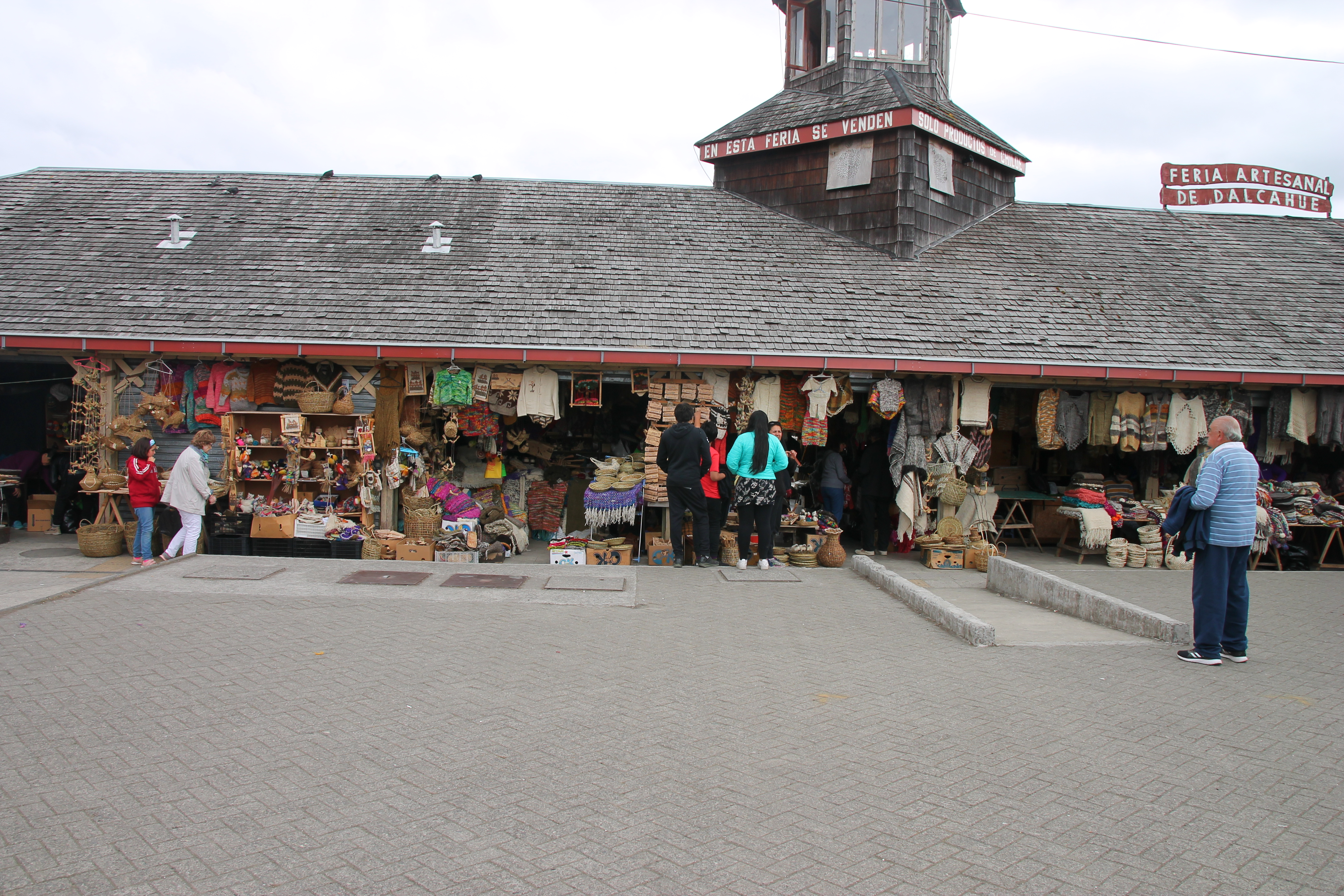
Tržiště
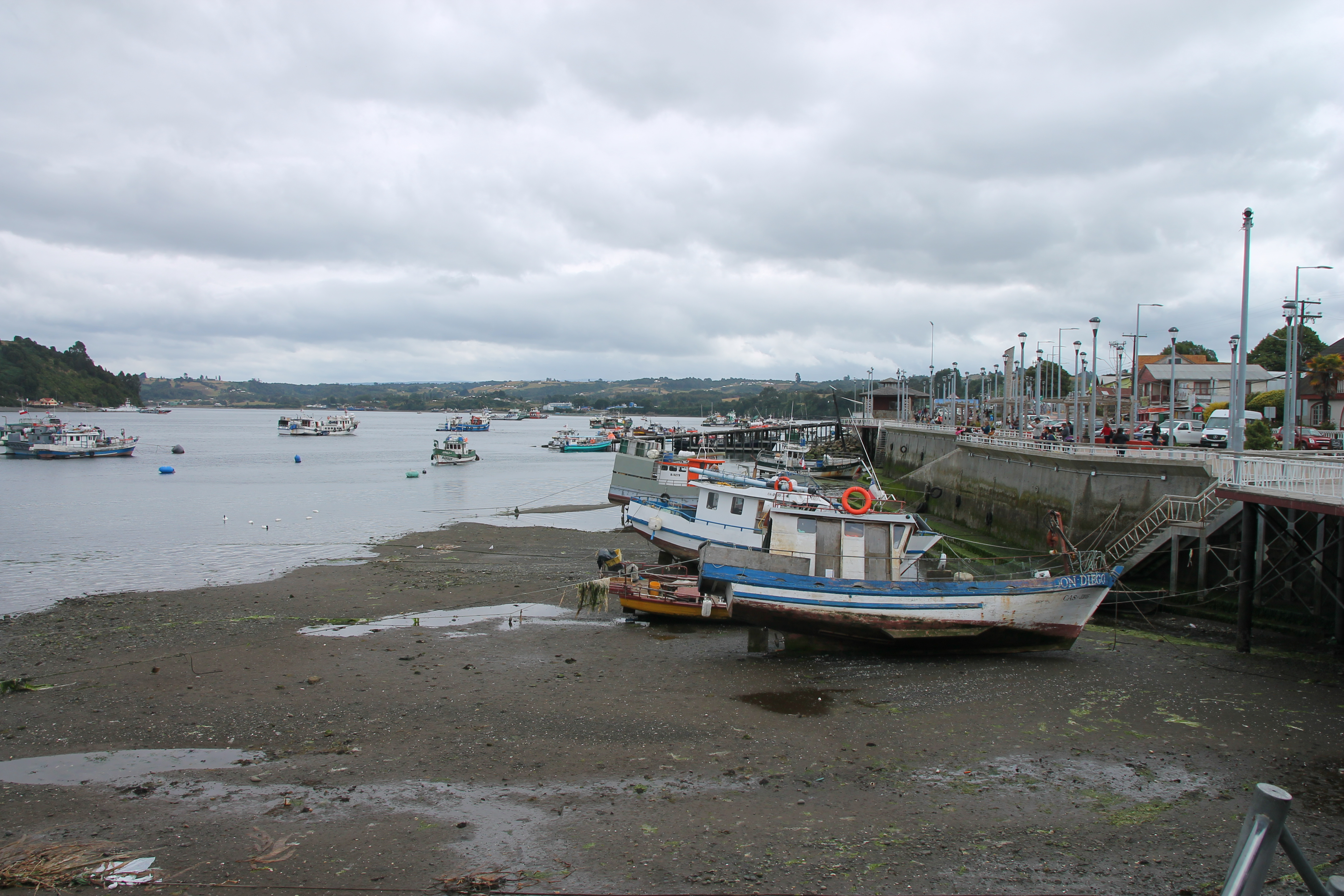
Přístav za odlivu
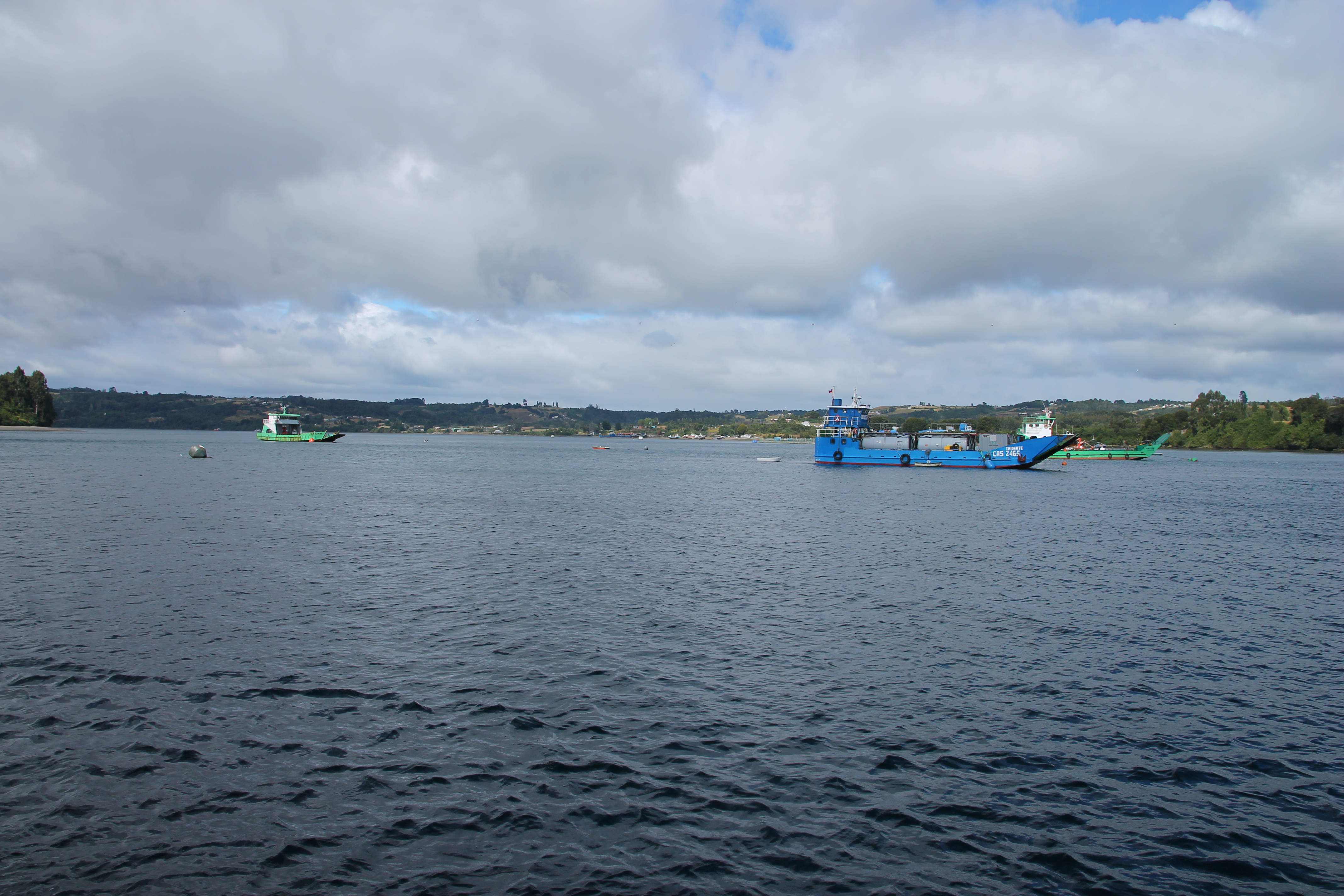
Průliv mezi Dalcahue a Quinchaem
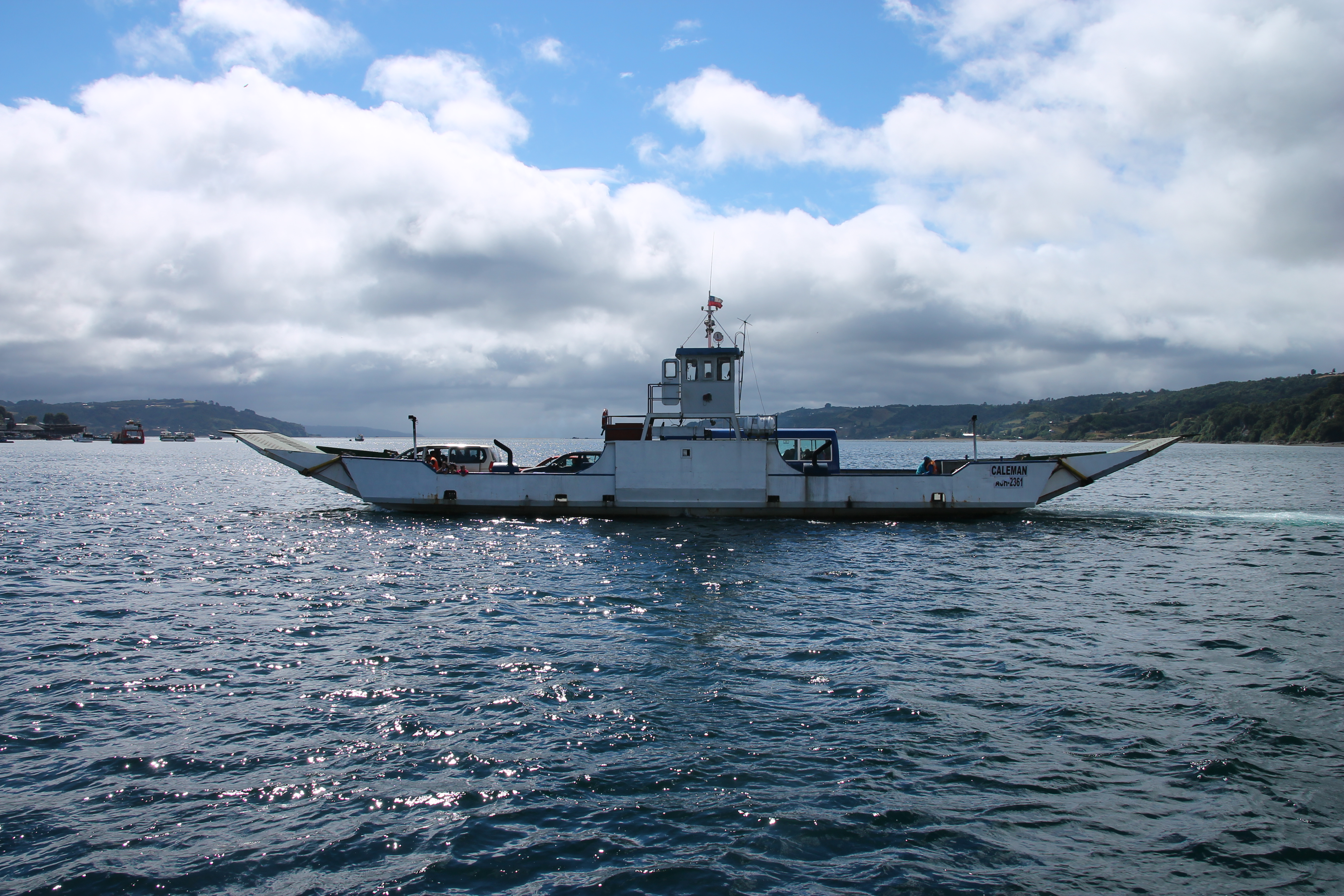
Trajekt
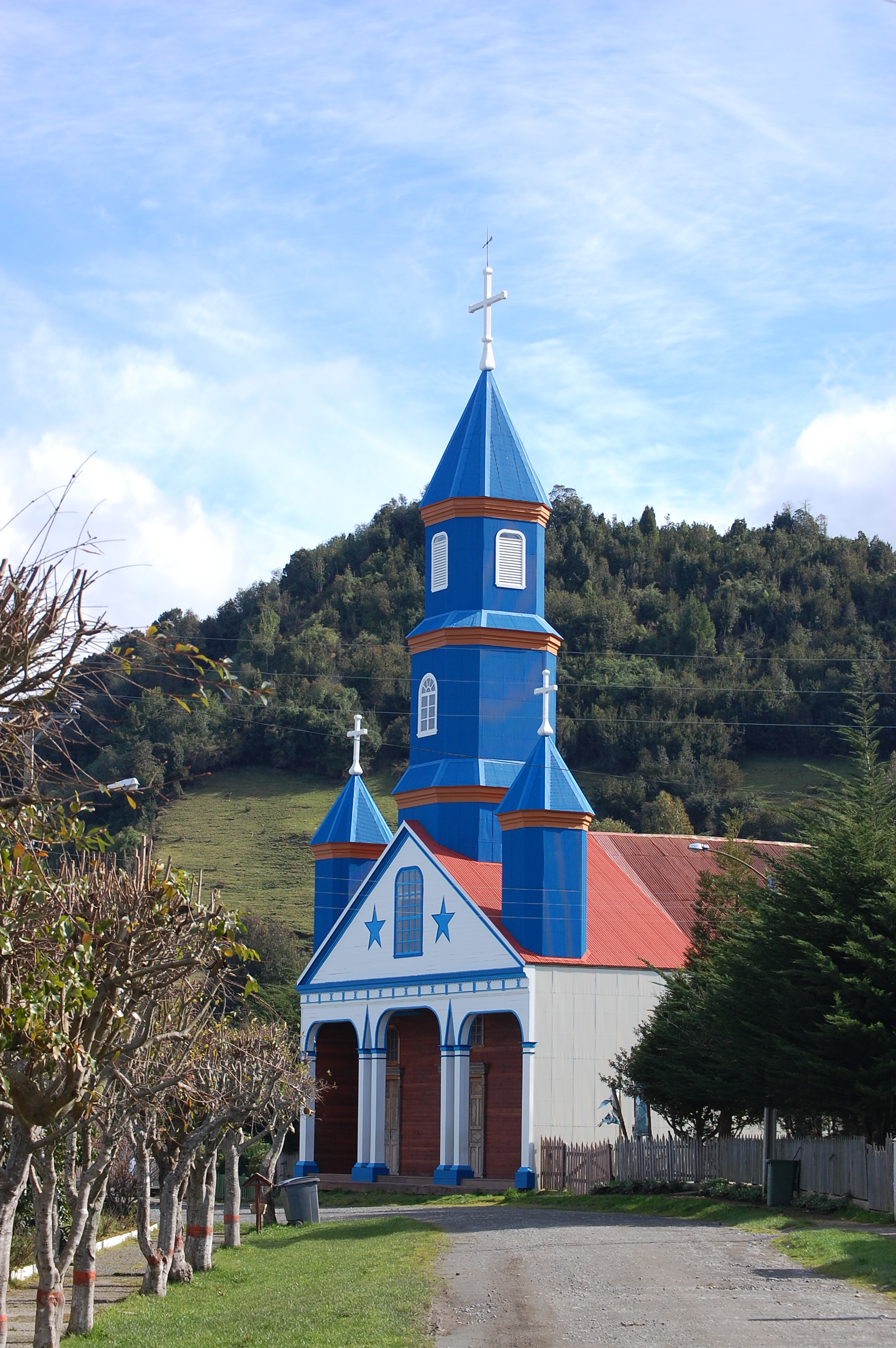
Kostel v Tenaúnu